# اف‌ام‌ای آی‌ای ۵۰ گوارانی ۲
اف ام ای آی ای ۵۰ گوارانی ۲ (به اسپانیایی:  FMA IA 50 Guaraní II ) یک  هواپیمای چندمنظوره آرژانتینی است که توسط اداره ملی ساخت و تحقیقات هوانوردی
(به اسپانیایی:  National Directorate of Aeronautical Manufacturing and Research, ) نام اختصاری «DINFIA»، جانشین شرکت اینستوتو آئروتکنیکو (مؤسسه فن آوری هوایی) در اوایل دهه ۱۹۶۰ طراحی و تولید شد.

## طراحی و توسعه

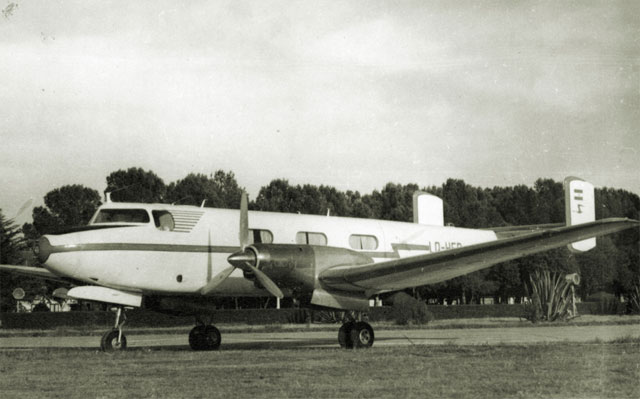
اف‌ام‌ای گوارانی ۱

در اوایل دهه ۱۹۶۰، شرکت هوانوردی دولتی آرژانتین (DINFIA)، متوجه شد که هواپیمای ترابری سبک با دو موتور پیستونی آی‌ای ۳۵ اوانکرو در حال منسوخ شدن است و تصمیم گرفته شد که یک هواپیمای جدید مشتق شده از آن را با موتور توربوپراپ توسعه دهد. هواپیمای جدید که گوارانی نامیده شد، علی الرقم آنکه چیدمانی مشابه با اوانکرو با ساختاری دوموتوره، تک بال نصب در پائین بدنه، دارای دو دم و با بدنه فلزی داشت، تنها ۲۰ درصد از ساختار آن با اوانکرو یکسان بود. پیشرانه این هواپیما دو دستگاه موتور توربومکا بَستان۳ هر یک به قدرت ۸۵۰ اسب بخار (۶۳۰ کیلووات) بود. پرواز اولیه این هواپیما در ۶ فوریه ۱۹۶۲ به انجام رسید.
این هواپیما با توسعه بیشتر به گونه جدید گوارانی-۲ مبدل شد. نقاط تمایز این گونه دم تکی رو به عقب و کوتاهتر شدن بخش انتهایی بدنه هواپیما بود. همچنین در این گونه از موتورهای قدرتمندتر بَستان ۴-ای به قدرت۹۳۰ اسب بخار (۶۹۰ کیلووات) استفاده شد. بدنه هواپیما دارای شاسی نیمه یکپارچه با مقطعی چهارگوش و دارای بالهای صاف و دم رو به عقب بود. نمونه اولیه گوارانی با این استاندارد بازسازی شد و در ۲۶ آوریل ۱۹۶۳ به پروازدرآمد.

## تاریخچه کاربری

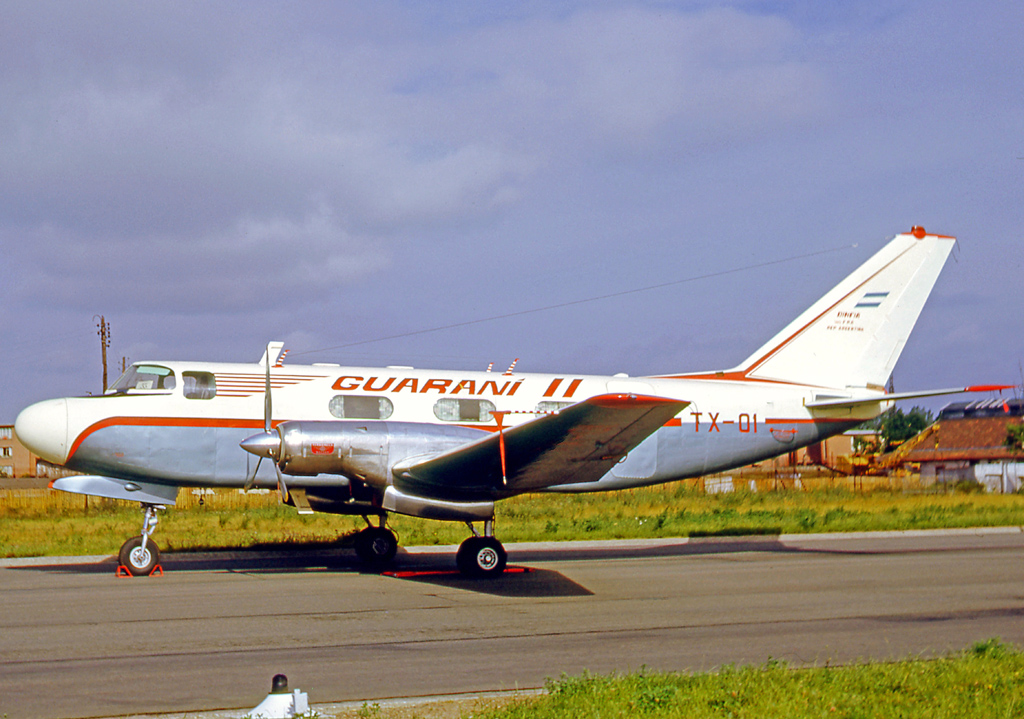
نمونه اولیه گوارانی-۲ در حال نمایش در نمایشگاه هوایی پاریس در سال ۱۹۵۶

در ژوئن ۱۹۶۵ نمونه اولیه گوارانی ۲ (به شماره سریال TX-01) در نمایشگاه هوایی پاریس در فرودگاه لو بورژه فرانسه به نمایش گذاشته شد و به پرواز درآمد. TX-01 بعداً برای ارزیابی فنی به مرکز تست هوایی (به فرانسوی: Centre d'Essays en Vol)به اختصار CEV در ایستر، فرانسه پرواز نمود، جایی که در مجموع ۲۰۰ ساعت پرواز آزمایشی را انجام داد. این هواپیما در فوریه ۱۹۶۶ به اف‌ام‌ای، آرژانتین بازگردانده شد و اولین هواپیمای ساخت آمریکای لاتین بود که بر فراز اقیانوس اطلس پرواز نموده و از آن گذر کرد.
در نوامبر ۱۹۶۸، یک آی‌ای-۵۰ یک پرواز رفت و برگشت از ریوگالگوس به جنوبگان آرژانتین انجام داد. برای افزایش برد در این هواپیما از مخازن سوخت اضافی استفاده شد.
گوارانی-۲، که بعدها جی-۲ (G-II) نامیده شد، در چند سری برای نیروی هوایی آرژانتین با قابلیت‌های مختلف تولید شد، از جمله گونه‌های ترابری با شماره شناسایی T-110 الی T-128، گونه‌های با مأموریت عکسبرداری و تصویرسنجی با شماره شناسایی F-31 الی F-35 کدگذاری شدند.
آزمایش‌هایی برای تطبیق آی‌ای-۵۰ با قابلیت‌های اضافی انجام شد، از جمله آنکه در سال ۱۹۷۸ با احتمال قریب‌الوقوع درگیری با شیلی هواپیمای به شماره شناسایی CN 05 T-114 برای رها نمودن نیروهای هوابرد چترباز مورد استفاده قرار گرفت. نمونه دیگر در سال ۱۹۶۸، هواپیمای به شماره شناسایی T-125.1 برای امکان فرود و برخاست از روی برف به اسکی مجهز شد.
آخرین نمونه پرواز در ۷ ژانویه ۲۰۰۷ (۱۷ دی ماه ۱۳۸۵ خورشیدی) در تیپ دوم هوایی (به اسپانیایی: II Brigada Aérea)، در پارانا، در استان آنتره ریوس، آرژانتین بازنشسته شد و آخرین پرواز خود را به موزه ملی هوانوردی آرژانتین (به اسپانیایی: Museo Nacional de Aeronáutica)در مورون، استان بوئنوس آیرس، آرژانتین انجام داد. جایی که در آنجا به معرض نمایش گذاشته شد.

## کاربران
- نیروی هوایی آرژانتین

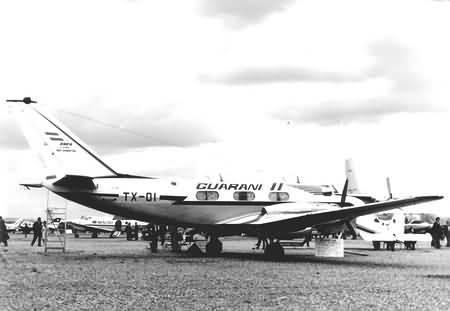
آی. ای ۵۰ گوارانی ۲ در نمایشگاه هوایی پاریس در سال ۱۹۶۶

- پلیس فدرال آرژانتین - بک فروند را در طی سالهای ۱۹۷۰ الی ۱۹۸۱ در اختیار داشت.[۱۰]
- نیروی دریایی آرژانتین
  - ناوگان هوایی نیروی دریایی آرژانتین
- خدمات ندامتگاه‌های فدرال
- لینیا آئریا د انتره ریوس
- دولت محلی استان کوردوبا
- دولت محلی استان سالتا
- وزارت رفاه ملی آرژانتین

## هواپیماهای باقی مانده

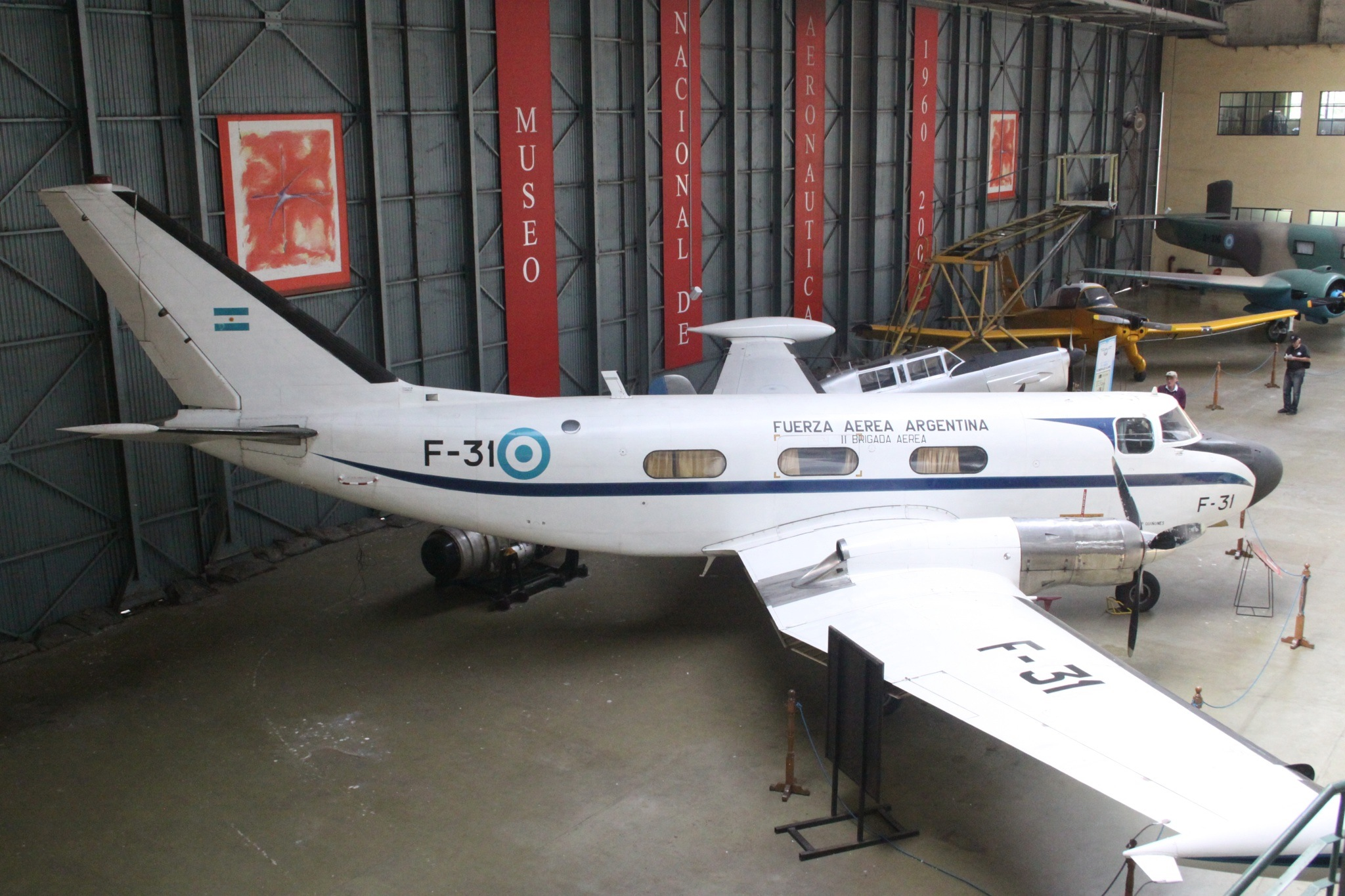
یک فروند گوارانی-۲ در موزه ملی هوانوردی آرژانتین

- آخرین فروند گوارانی-۲ عملیاتی که در سال ۲۰۰۶ از خدمت خارج شد، در حال حاضر در موزه ملی هوانوردی آرژانتین نگهداری می‌شود.

## مشخصات (آی ای ۵۰)
داده‌ها از Jane's All The World's Aircraft 1965-66
ویژگی‌های عمومی
- خدمه: ۲
- ظرفیت: ۱۵ مسافر
- طول: ۱۴٫۸۶ متر (۴۸ فوت ۹ اینچ)
- پهنای بال: ۱۹٫۵۳ متر (۶۴ فوت ۱ اینچ)
- ارتفاع: ۵٫۸۱ متر (۱۹ فوت ۱ اینچ)
- مساحت بال‌ها: ۴۱٫۸۱ متر مربع (۴۵۰٫۰ فوت مربع)
- نسبت اندازه: ۹:۱
- ایرفویل: NACA 633218
- وزن خالی: ۳٬۹۲۴ کیلوگرم (۸٬۶۵۱ پوند)
- بیشترین وزن برخاست: ۷٬۱۲۰ کیلوگرم (۱۵٬۶۹۷ پوند)
- پیشرانه: ۲ عدد توربوپراپ توربومکا بَستان, ۶۹۰ کیلووات (۹۳۰ اسب بخار کوتاه)  در هر موتور

عملکرد
- حداکثر سرعت: ۵۰۰ کیلومتر بر ساعت (۳۱۰ مایل بر ساعت، ۲۷۰ گره)
- سرعت کروز: ۴۵۰ کیلومتر بر ساعت (۲۸۰ مایل بر ساعت، ۲۴۰ گره) (در حالت پایاسیر اقتصادی)
- سرعت واماندگی: ۱۴۵ کیلومتر بر ساعت (۹۰ مایل بر ساعت، ۷۸ گره)
- بیشینه سرعت مجاز: ۵۱۵ کیلومتر بر ساعت (۳۲۰ مایل بر ساعت، ۲۷۸ گره)
- بُرد: ۱٬۹۹۵ کیلومتر (۱٬۲۴۰ مایل، ۱٬۰۷۷ مایل دریایی) با حداکثر بار
- حداکثر ارتفاع: ۱۲٬۵۰۰ متر (۴۱٬۰۰۰ فوت)
- نرخ صعود: ۱۳٫۴ متر بر ثانیه (۲٬۶۴۰ فوت بر دقیقه)